# ヘンリー・ベイン
ヘンリー・ベイン・ザ・ヤンガー（英: Henry Vane the Younger, 1613年3月26日（洗礼日） - 1662年6月14日）は、イングランド王国およびイングランド共和国の政治家であり、イングランド領植民地の総督を務めた。姓はヴェイン、ヴェーンとも表記される。
北アメリカには短期間居ただけであり、マサチューセッツ植民地総督を1期のみ務めたが（1636年 - 1637年）、ロジャー・ウィリアムズがロードアイランド植民地を創設するのを支持し、ハーバード・カレッジの創設も支持した。宗教的寛容さの提唱者であり、アン・ハッチンソンをマサチューセッツから追放することになった無律法主義論争の後の1637年にイングランドに戻った。
清教徒革命（イングランド内戦）の時に議会派を率いオリバー・クロムウェルと密接に協力したが、国王チャールズ1世の処刑には関わっておらず、その行動の承認を表明する誓約を行うことを拒否した。空位時代の間に行政府として機能した国務会議（評議員会）の議員を務めたが、統治の問題でクロムウェルと意見を異にし、1653年にクロムウェルが議会を解散した時に権力の座から退いた。1659年から1660年に短期間共和国となった時に権力の座に戻り、チャールズ2世が王政復古で王座に戻った後で、彼の命令で逮捕された。その後の長い議論が行われた後、ベインは免責・大赦法の適用から除外されたので、内戦と空位時代の間に行ったことに対してほとんどの人に認められた恩赦を否定された。
ベインはチャールズ2世から正式に寛大な措置を認められたが、1662年に議会から大逆罪で告発された。その後の裁判では弁護士を付けられず、弁護を適切に準備する機会も奪われたので、党派的な陪審によって有罪とされた。そしてチャールズ2世から以前に出していた措置を取り消されたため、1662年6月14日にタワー・ヒルで首をはねられた。
ベインは政治仲間達から有能な管理者であると認められており、狡猾で説得力ある交渉者かつ政治家だと認められていた。その政治は、政府が国教を設立するために使われ、異端の見解を抑圧した時代に、宗教的寛容さという願望によって動かされていた。この見解は少数派だったが、その計画を進めるためにうまく連携を取ることができた。その行動は究極的に対立を生むことが多く、イングランド共和国の興隆と衰亡の双方に貢献した。政治や宗教の主題で書かれたその著作や小冊子は今日でも分析の対象となっており、マサチューセッツやロードアイランドでは信教の自由の初期推進者として記憶されている。

## 生涯

### 初期の経歴

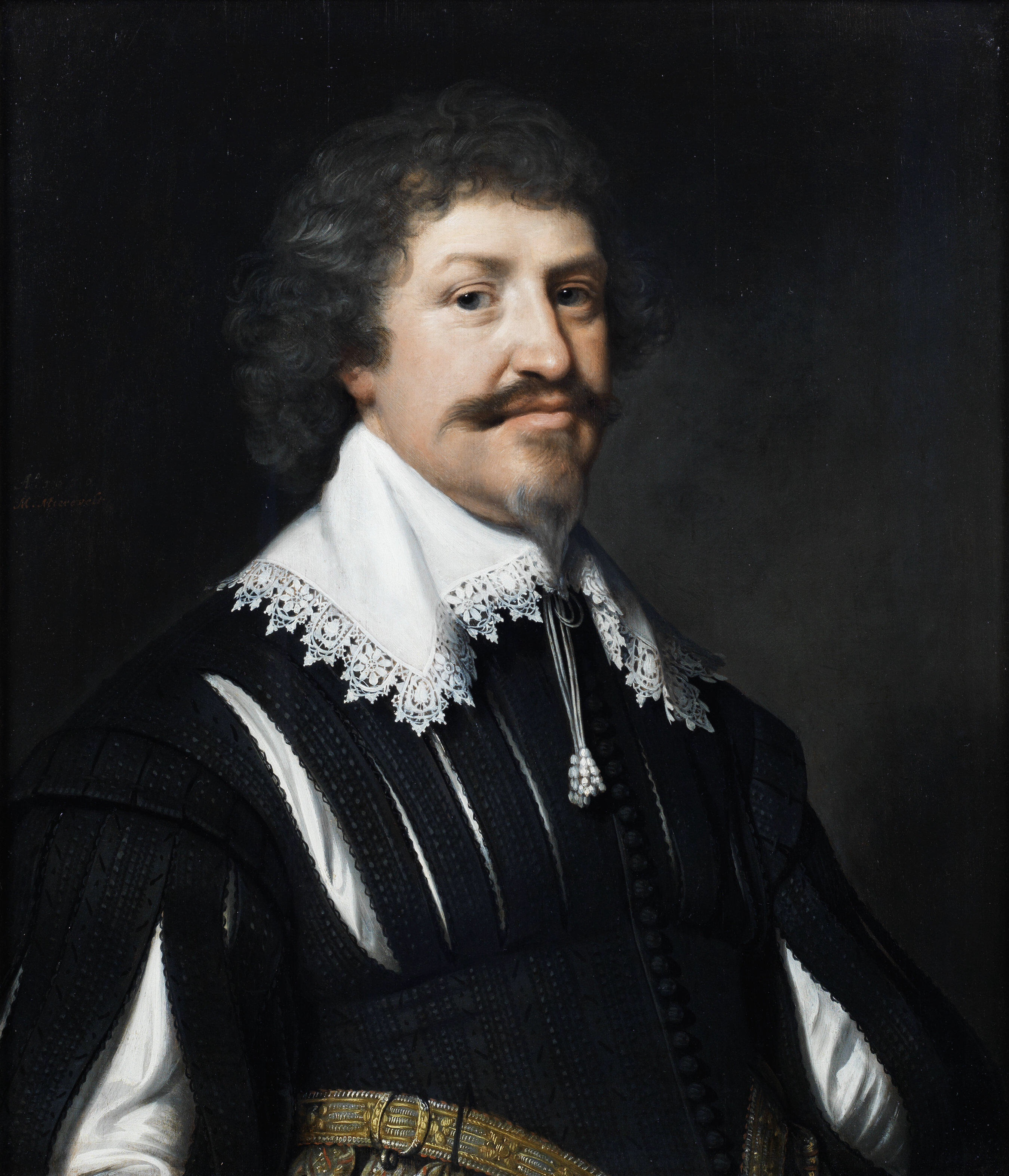
ベインの父、ヘンリー・ベイン・ジ・エルダーの肖像画、ミシエル・ジャンズ・ヴァン・ミーレヴェルト画

ヘンリー・ベインは1613年3月26日に、イングランドのエセックス、デブデンで洗礼を受けた。父は同名のヘンリー・ベインであり、父は「ジ・エルダー」、ベイン自身は「ザ・ヤンガー」を名前の後に付けて呼ばれる。あるいはハリー・ベインと呼ばれることもあった。父は地主階級の出身で母フランシス・ダーシーは小貴族の出身だった。ベインはこの父母の子供たちの総領として生まれた。父は一家の財産を使って宮廷での地位を購入し、1629年までに王室財務管理官に昇っていた。
ベインはウェストミンスター・スクールで教育を受けた。同級生にはアーサー・ヘジルリッジ（ハーゼルリグ）やトマス・スコットが居り、2人ともイングランドの政界で著名な人物になった。ベインの友人で伝記作者のジョージ・サイクスは、ベインが「神を恐れない」ものであり、「良き仲間と呼ぶ人々に受け入れられる」性分だったが、14歳あるいは15歳で宗教に目覚めており、その後は彼と「その元は楽しい仲間が疎遠になるようになった」と記している。ベインはオックスフォード大学のマグダリーン・ホールに入学し、入学許可に必要な誓約を拒んだにも拘わらず学ぶことができた。さらに後にはヨーロッパに旅し、オランダのライデン、次におそらくはフランスで、さらにジュネーヴで勉強をした。
ベインの父は息子が公然とピューリタンの見解を採用したことに動揺し、このことがさらなる出世の機会を損なうことになるのを恐れた。1631年、父は息子をイギリス大使のロバート・アンストルーサーの助手としてウィーンに派遣した。これは明らかに特権のある役割であり、当時ベインが書いたものにはフランス語と暗号で書かれたメッセージが含まれている。この旅の間、父のベインはスウェーデンとの同盟のために国王グスタフ2世アドルフとの交渉に派遣された。しかしイングランド王チャールズ1世がそれについて積極的でないことは、その努力が空しくなることを意味していた。息子のベインは帰国後に国王に紹介され、父からは宮廷の私室での地位を求めるよう勧められた。父は息子の無律法主義的見解を諦めさせるよう何度か試みたが、成功しなかった。ベインは自分が選んだように礼拝するために新世界に行くことに決め、ピューリタンの移民に加わった。

### ニューイングランドに滞在
ベインはマサチューセッツ湾植民地に向けて旅立ち、1635年10月にボストンに到着した。その船にはジョン・ウィンスロップの同名の息子やヒュー・ピーターも乗っていた。ウィンスロップ（父）はベインのことを「優れた部類の若い紳士」と表現し、翌月には既に植民地でフリーマンと認められていた。法曹界での役割を担い始め、大法廷で法廷論争を行えば十分な利点を聞き出せるかを判断した。司法行為に関してウィンスロップとトマス・ダドリーの間の論争に結論を与える主導者だった。1636年春、ベインはジョン・ヘインズの跡を継いで、植民地の総督に選出された。ベインが直面した状況は複雑であり、宗教、政治、軍事に関する問題があった。その伝記作者たちはその総督にあった間を「悲惨だ」と表現している。

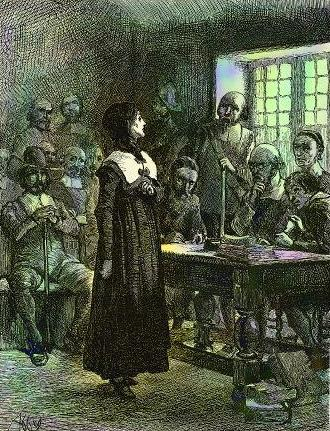
アン・ハッチンソンの裁判を描いた版画

植民地はアン・ハッチンソンの行動や信仰を巡って分裂していた。ハッチンソンはその夫や子供たちと共に1634年に植民地にわたり、家で聖書に関する集会を始めて多くの聴衆を集め、植民地指導者達が無律法主義と呼んだ現行法と習慣は救済のために必要ではないという意見を聴衆と共有するようになっていた。ダドリーやウィンスロップを始め植民地指導層の長老の大半は、律法主義を尊重する立場を採った。ベインはハッチンソンの支持者であり、これは影響力ある牧師のジョン・コットンも同様であり、そのことが1636年にベインを総督に選出する推進力になった。
しかし、ベインはボストンの砦にイングランドの国旗を掲揚することに固執したことで、即座に植民地人との間が疎遠になった。この旗に描かれている聖ゲオルギウス十字がローマ教皇を象徴するものと植民地人が見たために、議論の対象になったばかりであり、ジョン・エンデコットなどはセイラムの民兵隊の軍旗からその十字を取り去っていた。1636年12月、ベインはイングランドで自分の存在を求める問題が発生していることを知ったときに、その人気がさらに下降し、ベインは辞任を試みた。総督補佐官組織はその辞任を認めたが、ボストン教会の信徒団の要請に応えて一旦辞意を取り消した。
ベインが総督であった間に、現在のコネチカット州南東部にいたピクォート族との間の紛争が戦争に発展した。1636年、ジョン・オールダムというマサチューセッツの交易業者のボートが、ブロック島近くでインディアンに蹂躙されているのが見つかった。インディアンがカヌーで逃げた後、発見者が調べてみると、ボートの中にオールダムの死体があった。当初、攻撃者はナラガンセット族に関連する部族の者と考えられたが、ナラガンセット族の指導者は、容疑者がピクォート族の保護下に逃げ込んだと主張した。ピクォート族は、ナラガンセットを含め周辺の部族との関係では積極的な拡張主義者だったが、その時まで近くのイングランド植民地人とは概して和平を保ってきていた。マサチューセッツ植民地当局は既に、コネチカット川で別の交易業者を殺したとされた者達をピクォート族が引き渡せなかったことで怒っており、オールダムの殺害で行動する必要性が生じた。
ロジャー・ウィリアムズは、ナラガンセット族がオールダム殺害の犯人である可能性が強いと警告していたが、ベインは1636年8月、ジョン・エンデコットを頭に90名の部隊を編成し、ピクォート族に正義を知らさしめることとした。エンデコットの高圧的な遠征隊はピクォート族の集落を破壊する以上のことをできなかったが、軍事的な反動を引き起こすことになった。マサチューセッツから移動した開拓者がコネチカット川沿いに設立したばかりの開拓地をピクォート族が報復のために攻撃、ウィンスロップの息子が設立したセイブルック植民地も襲われた。1637年4月、表面上は平和主義者のベインは植民地議会を開会し、戦争を継続するために植民地民兵隊が他のニューイングランド植民地を支援することを認めさせた。その結果ピクォート族全体の破滅に繋がった。

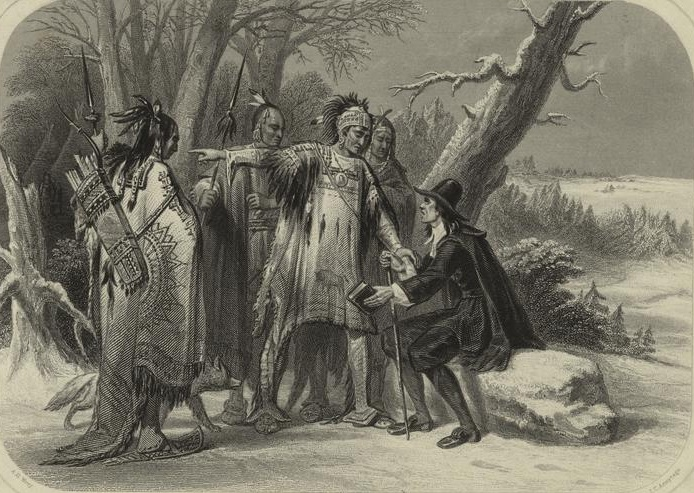
ロジャー・ウィリアムズとナラガンセット族インディアンを描いた版画

1637年の選挙で、ベインは長老のウィンスロップに敗れ、総督の地位を譲った。その論争の多かった選挙は、ハッチンソンの別の支持者ジョン・ウィールライトの扱いを巡る意見の鋭い対立によって彩られた。選挙が行われた場所がケンブリッジに変えられ、ベインの支持があるボストンの力が弱められたこともあって、ウィンスロップが当選した。
選挙後ハッチンソンが裁判に付され、最後は植民地から追放されると、その追随者の多くが選挙後に真剣に退去を検討した。ハッチンソンを含むこれら人々の幾らかがウィリアムズの勧めもあって、ナラガンセット湾のアクィドネック島にポーツマスの開拓地を設立した。ここは後にロード島と命名され、プロビデンスと合流して、ロードアイランドとプロビデンス・プランテーション植民地を形成した。ベインはイングランドに戻ることを決心した。このとき植民地の管理を行うために王室からの総督任命を得られるという思い付きがあった。ベインは出発前に『ある宣言に対する簡潔な答』を出版しており、それはウィンスロップの排除法弁護に対する反応だった。この法は選挙後に成立したものであり、植民地の宗教的正統性に一致しない移民の制限を行うものだった。
ベインとウィンスロップはその政策に違いがあったにも拘わらず、その後は文通を行う関係を発展させた。ベインが新世界にいた時代に遺した遺産は、現在ハーバード大学と呼ばれる高等教育機関の設立に、400ポンドを宛がう法を成立させたことがある。またウィリアムズが土地のインディアンからアクィドネック島を取得するのを支持しており、それがロードアイランドの正式な始まりとなった。現在残っている史料からベインがその獲得資金を出したとはしていない。ウィリアムズはベインを、「この島を買うために神の手に道具を与えた」存在としている。
歴史家のマイケル・ウィンシップに拠れば、ベインのマサチューセッツにおける経験はその宗教観をかなり急進的なものにし、ピューリタンの牧師を含めあらゆるタイプの聖職者は、「ヨハネの黙示録13章11節の獣」であり、「目に見える聖人のふりをしている」と信じるようになった。この信念がイングランドにおける政治的行動に駆り立てたのであり、あらゆるタイプの聖職者の権限と影響力を最小化しようとした。伝記作者のバイオレット・ローは「ベインの宗教政策において指導的な原則は2つあるようにみえる。1つは司祭であれ長老であれ聖職者の権力を根源から嫌ったことであり、2つ目は教会に関することは全てについて国は干渉を控えるべきであるという信念である。
ベインの立ち位置は、彼が植民地事情に関わる議会の委員会委員になっていた1643年に、最初のロードアイランド特許が起草された方法に見ることができる。イングランドの初期植民地認証状全ての中でも特徴的なものは、信教の自由を保障する条項が含まれていることである。ベインは1652年に再度ウィリアムズを支援したが、この時ウィリアムズはロードアイランドの認証の確認と、ウィリアム・コディントンに発行されていた対立する認証状の取り消しを求めていた。

### イングランドへの帰還
ベインはイングランドに戻ると、1639年にノーサンバランド伯アルジャーノン・パーシーと父の援助を得て、海軍財務長官の地位を購入した。この地位にあって、憎まれていた船舶税（海軍を支えるためにチャールズ1世が議会の承認なしに課した税金）を集めるという高い利益の出る任務を個人的には嫌っていた。1640年6月、国王チャールズ1世からナイトに叙された。同年7月、クリストファー・レイ卿の娘フランシス・レイと結婚し、その後ベインの父が一家の資産の大半をベインに譲ることとした。その中にはケントのフェアローンやレイビー城が含まれており、ベインはレイビー城を住まいにした。伝記作者に拠れば、フランシスとの関係は精神的な目標を分け合い、親密さとで支えられ、幸福で充足したものだったとされている。

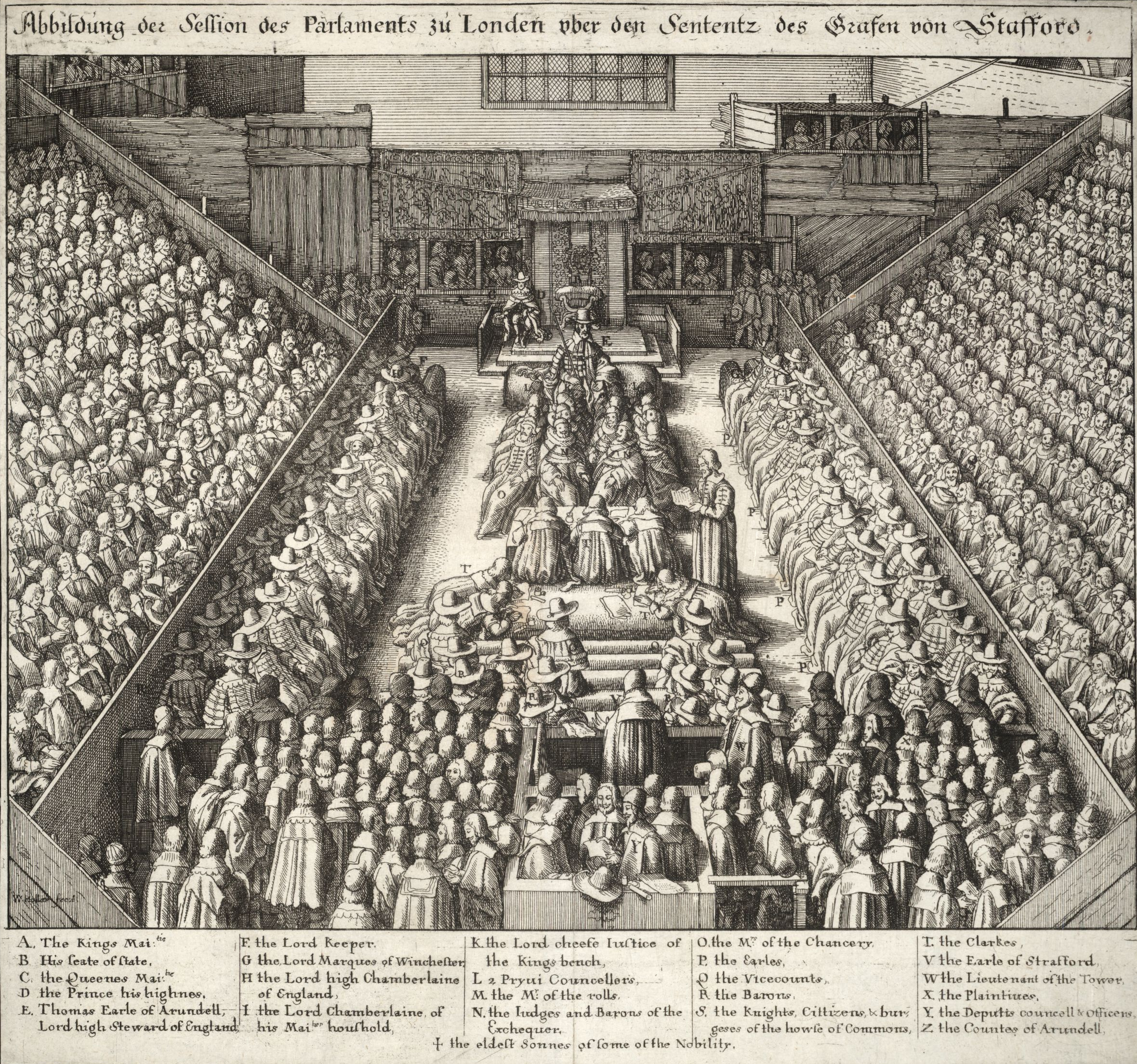
ストラフォード伯爵の裁判を描いたウェンセスラス・ホラーによる版画

海軍本部とのつながりは、ハルを代表する短期議会と長期議会の議員に選ばれることに役立った。ベインは、ジョン・ピムやジョン・ハムデンなど、既にチャールズ1世の政策に反対する著名人との関係を形成しあるいは再開していた。短期議会では「大きな事案を処理する能力がある」と注目され、「洞察力ある判断」と「分かりやすく優雅な話し方」が備わっていると見られた。ナサニエル・ファインズのような者と共に、事態に効果的に対応した長期議会の指導層の中でピューリタンの若い世代を代表していた。エドワード・ハイド（後のクラレンドン伯爵）がその歴史の中で識別しているように、その世代には庶民院のハムデン、ピム、オリバー・シンジョン、貴族院のベッドフォード伯爵フランシス・ラッセルやセイ＝シール子爵ウィリアム・ファインズが含まれていた。
1641年、枢密院の顧問官であるストラフォード伯爵トマス・ウェントワースの弾劾と処刑ではベインが主導的に働いた。ベインは父が枢密院の会合で作った秘密のメモを発見し、それをピムに渡した。そのメモにあった文章は、ストラフォード伯がチャールズ1世にアイルランドの陸軍を使ってイングランドを従えることを提案したと解釈できた。だがストラフォード伯に不利な証拠は弱く、弾劾は失敗した。その後方針転換したピムがストラフォード伯に対する私権剥奪法を成立させ、1641年5月に処刑することになった。ピムがメモを取得した違法行為がベインとの間に亀裂を作った。その関係はベインの父が国王に反対するようになって初めて癒されることになった。
1640年から1641年に入るまで、ロンドン市民の請願から始まり、庶民院で議論されたイングランド国教会の監督制廃止を求める根絶請願（通称「根と枝」請願、根こそぎ請願とも）では、ベインはナサニエル・ファインズと同様国教会の急進的改革を要求する立場を支持し、そのために父と対立する立場に置かれた。教会による統治について多くの苦情があった中で、1641年2月、ベインとファインズが前年の11月に設立されていた委員会に加えられ、王国の現状に関する報告書を作成した。その行動を通じて、ベインが1641年5月に先の請願を立法化した根絶法案を提案した。
この法案に関する議論は辛辣なものとなり、教会改革を議会が支持することをはっきり示すことになった。その後におきた暴動で教会を侵略し、「カトリックのスキャンダルの印象などの兆候」を排除することになった。ベインは熱のこもった演説を行い、それがその派閥の先頭にベインを置かせることになり、国教会の監督制が「我々をローマに再度戻ることを急がせる」腐敗した原理だと主張した。
根絶法案は8月に採決されることもなく廃案になった。他にもっと重要なことを議会が審議するようになったからだった。チャールズ1世がスコットランドに行って軍隊を王室支持側に集めた時に、庶民院が「議会の大諫奏」と呼ばれることになる文書を起草した。多くの歴史家は、ベインがその文書の幾らかを書いたと主張している。このことには異論が出されているが、どちらにしてもベインは議論に参加しなかった。11月に文書は庶民院を僅差で通過し、国王や教会に対する多くの不満が列挙され、政界をさらに分極化させることになった。国王は要請された改革のどれも法制化することを拒否した。国王がスコットランドから戻った時、ベインもその父も管理的役職から罷免した。それはストラフォード伯の処刑に彼らが果たした役割に対する報復だった。

### 内戦

#### 開戦初期
1642年前半の6か月間、国王と議会の関係が完全に壊れ、双方とも支持する者達が武器を取り上げた。議会はベインを海軍財務長官の地位に復帰させ、チャールズ1世が1641年12月に大逆罪でピム・ハムデンら5人の議員を逮捕させようとした後では、海軍に議会を支持させるようにその地位を利用して仕向けることができた。1642年6月、チャールズ1世は第一次イングランド内戦が勃発する前に議会が行った最後通牒である19か条提案を拒否した。同じ月にハル包囲戦で武力対立が始まった後、ベインは安全委員会の委員に任命され、議会派の軍事行動を監督することになった。

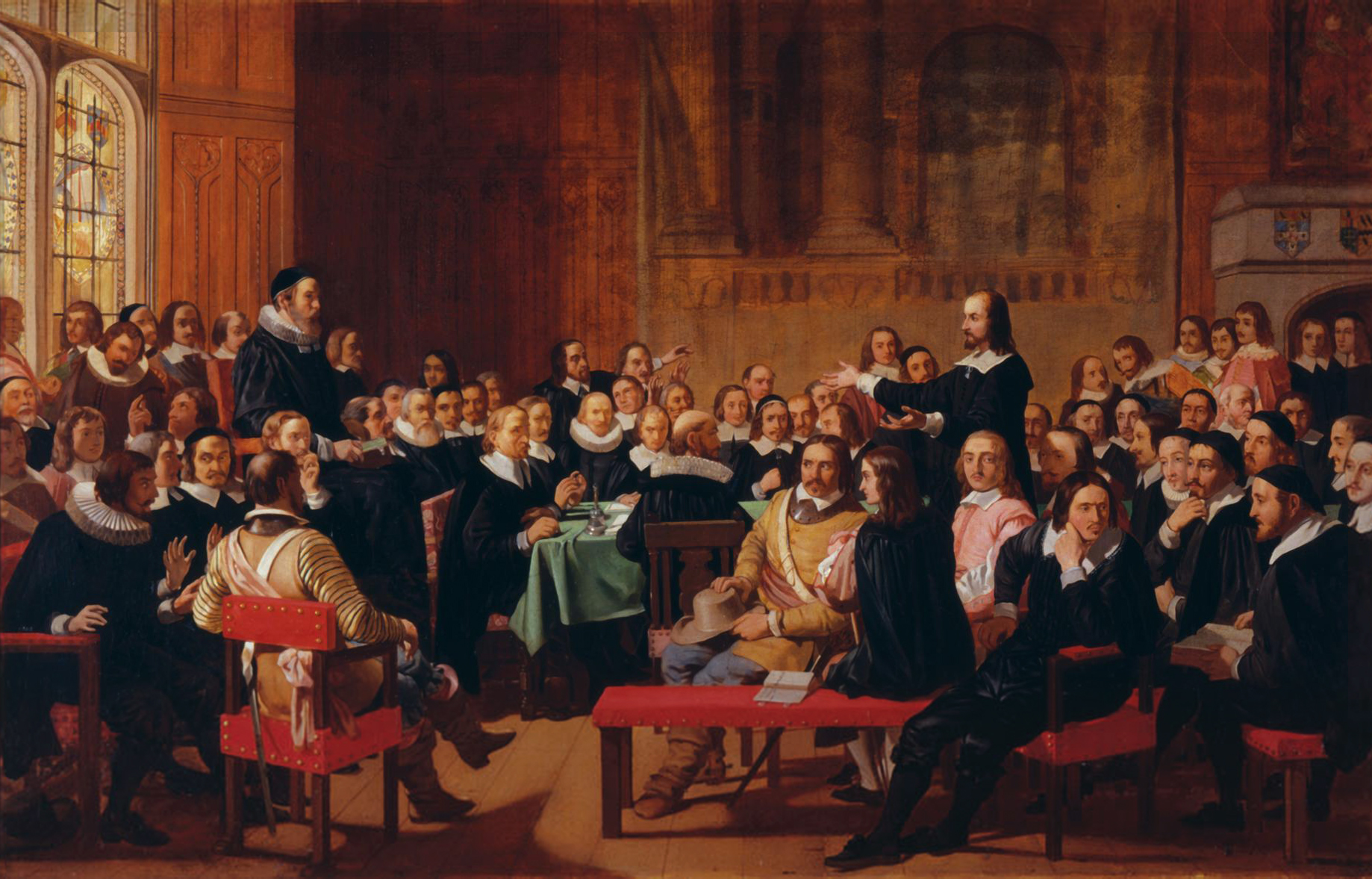
ウェストミンスター会議の様子を描いた19世紀の絵画

根絶法案が失敗した後、1643年の議会はウェストミンスター会議に集まり、俗人政治家、貴族、聖職者が教会による統治を改革することを目的にしていた。ベインも1648年まで定期的に開催されたこの会議に独立派の俗人代議員として出席した。
7月に開催された第1回会合から間もなく、ベインはスコットランドの国民盟約（盟約派）から軍事的支援を求める議会の使節の長として派遣された。第一次イングランド内戦が始まる前から宗教問題で主教戦争（1639年 - 1640年）でチャールズ1世に対抗していた長老派主流のスコットランドは、イングランド議会がイングランドに教会政治の長老制拡大を認めるならば、進んで議会を支援する意向だった。ベインは長老派にも聖公会にも反対だったが、合意を形成する方法を見つけた。宗教と政治の話題を組み合わせた「厳粛な同盟と契約」と呼ぶ合意を提案し、「最良の改革された教会の例」に関する合意に掴みにくい言葉を入れた。この言葉はスコットランド人にとってはその考えが採用されるものと考えられ、一方でイングランド人はイングランドの（すなわち独立した）慣習を採用できることを意味すると解釈できた。厳粛な同盟と契約はスコットランド、イングランド、アイルランドの当局で承認され、スコットランドが戦争に加わる道を作った。
スコットランドとの合意を交渉することにベインが成功したことに続き、12月にピムが死んだことで、ベインはシンジョン、ヘンリー・マーティン（マーテン）、アーサー・ハーゼルリグと共に議会の指導者の地位に押し上げられた。ベインは昇進し、1644年2月に設立された両王国委員会の主要メンバーとなった。その要点はイングランドとスコットランドの当局が戦争遂行努力を協調して行えるということだった。
同年6月に議会派3軍に包囲されていたヨークへ派遣され、トーマス・フェアファクスやマンチェスター伯爵エドワード・モンタギューにその軍の幾らかを振り向けて王党派指揮官のカンバーランド公ルパートと対峙するよう勧めた。ルパートはリヴァプールを落としたばかりであり、ランカシャーの議会派支持者の資産を略奪していた。ベインはそこに居る間に、将軍達に国王の居ない政府を樹立することも提案した。この考えは、チャールズ1世がまだ和解できると考えていた古い近衛の将軍達からは厳しく拒否されたが、その時に日の出の勢いだったオリバー・クロムウェルからは支持された。
9月13日、ベインは庶民院のシンジョンやクロムウェルと共に「和解のための大委員会」を設定し、ウェストミンスター会議を分裂させている宗教問題について妥協点を見い出そうとした。ベインはその議論の中で独立派のために宗教的寛容さの抜け道を識別しようとした。このことはベインが長老派に反対していることを露わにし、ベインとクロムウェルが率いていた戦争擁護の独立派と、平和志向のスコットランド人や長老派の支持者との間に亀裂を生じさせた。その平和志向派にはエセックス伯ロバート・デヴァルーも含まれており、イングランド西部の軍事作戦に失敗したことで大衆の支持を減らしていた。これは7月のマーストン・ムーアの戦いでクロムウェルが戦功を挙げ、その評価を高めた後ではなおさらだった。ロバート・ベイリーは、議会の独立派が以前はベインによって支持されていると主張していたにも拘わらず、スコットランドの側にはついていないと認識し、「ヘンリー・ベインと弁護士（シンジョン）は我々に対する敬意も無く、その国を救い、その2人を現在享受している権力の高みにまでもたらし、我々の偏見に対して使っている」と記した。

#### 議会派の勝利
和平協議の交渉は11月に国王と議会の間で始まった。ベインは和平交渉の試みのためにアクスブリッジに派遣された交渉者の1人だったが、交渉は成立しなかった。スコットランドとチャールズ1世は教会政治と原理について合意する用意があったが、独立派はそうでなかったので、ベインと独立派がこの交渉の失敗した主要な原因だと指摘する者もいる。交渉は1645年1月後半から2月いっぱいまで続いたが、カンタベリー大主教ウィリアム・ロードの私権剥奪によって弾劾があり、処刑されたことで先行きが見えなくなった。

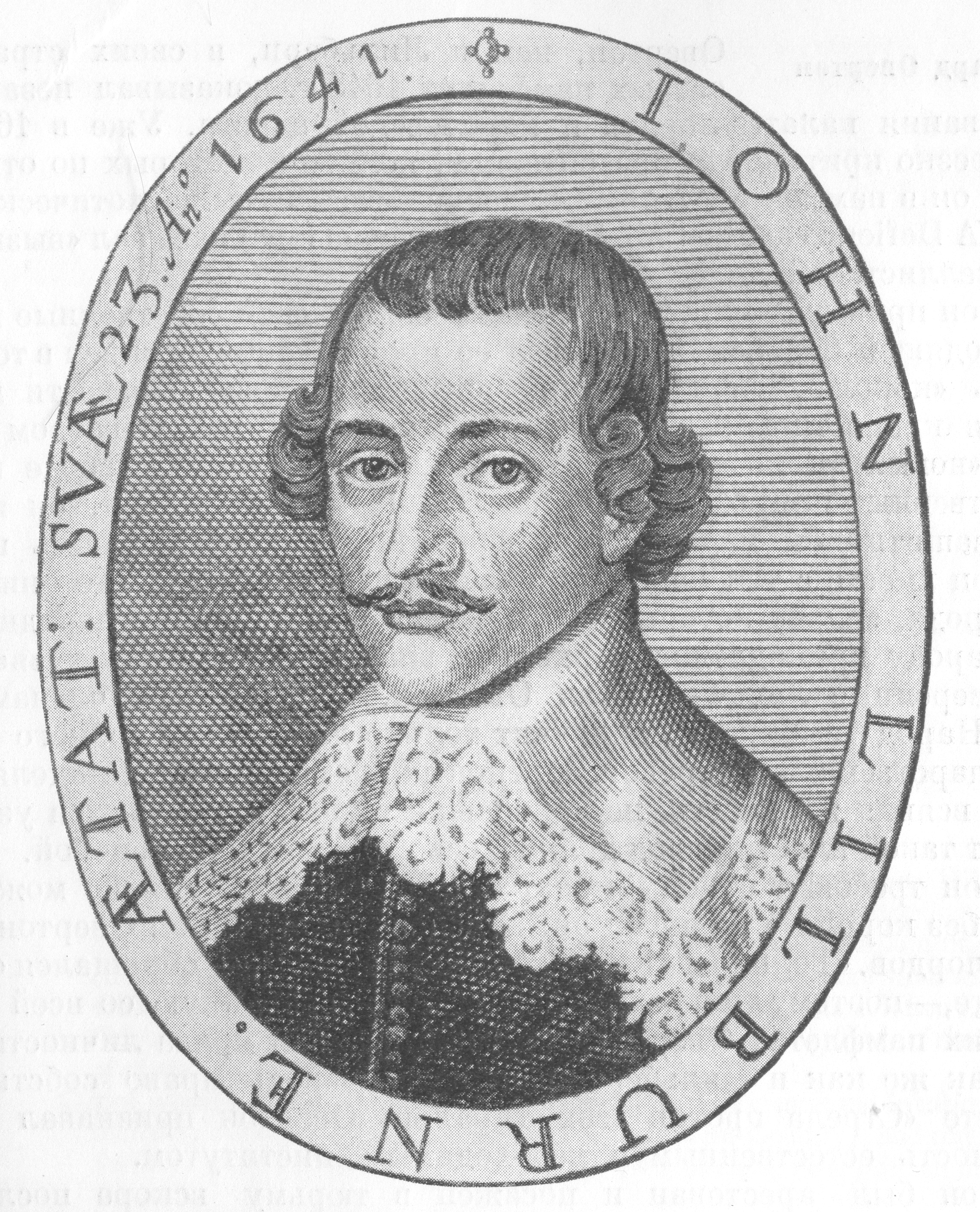
ジョン・リルバーン、公民権の拡大を提唱し、ベインを公然と批判した

議会は1644年11月に既に軍隊の再編成を検討し始めていた。功績の上がらない指揮官を更迭することや、既存軍隊の地域的性格を排除することだった。庶民院を貴族院と分裂させた議論の中で、ベインとクロムウェルは辞退条例の成立を支持し、軍隊の士官が議会議員を兼ねることを禁じ、新式軍隊であるニューモデル軍を設立して、国内のどこでも戦えるようにした。辞退条例の条項は公的な役職を持つ個人（ベインもまた然り）にまで拡大されたが、チャールズ1世が罷免し議会が復職させた者（ベインもその一人）については例外とされた。ベインはその後、以前は拒否していた料金や給与を当てにし始め、法で要求されているように財務長官の料金の半分を議会に払うことはできなかった。
1645年6月のネイズビーの戦いで議会軍が決定的な勝利を挙げた後、第一次イングランド内戦は実質的に終わっていたが、翌1646年まで引き摺ることになり、チャールズ1世がスコットランド軍指揮官に降伏した。この間に新しい政治勢力が軍隊の中に育ち始めていた。レヴェラーズと呼ばれる平等派はジョン・リルバーン達に率いられ、大きな報道の自由を好み、少なくとも貴族院の存在など貴族的な特権の幾つかに反対していた。
1646年1月、平和交渉が続く中で、チャールズ1世はベインに宛てた手紙の中で長老派に対抗する独立派との同盟を提案することで、他の派閥との切り離しを試みた。ベインはこれに喜ばず、二枚舌の国王よりも議会によって認められた「優しい良心」の権利を好むと指摘することで答えた。国王の交渉姿勢を見せかけだと暴露する文書がネイズビーで押収され、議会における王党派をほとんど黙らせることになっていた。ベインの荘園は戦争の混乱を免れることができなかった。ベインの父は、レイビー城が「4回訪問され」、16,000ポンドの損害を出したと報告していた.。1645年9月、ベインはラビーの守りを高めるために議会の承認を得ることに成功した。

#### 戦間の政治

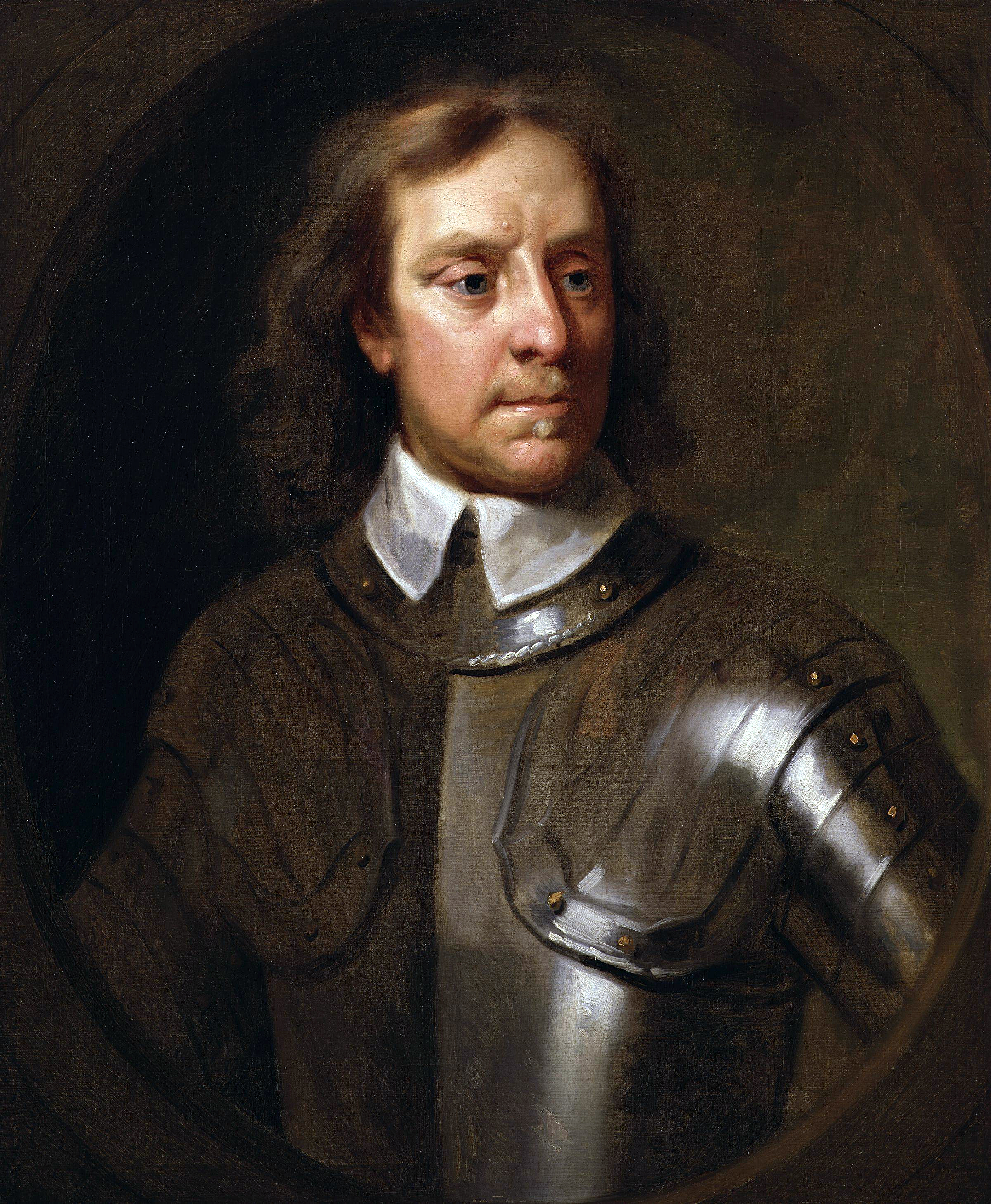
オリバー・クロムウェル。ベインはクロムウェルを支持したが、後に離反することになった

終戦までにデンジル・ホリス、ウィリアム・ストロード、フィリップ・ステイプルトンが率いる庶民院の長老派集団が、独立派よりもわずかに強くなっていた。彼らは軍隊の中でベインや独立派が描いていた宗教的寛容さの見解に対して敵対的な法案を提案した。ベインは、この長老派の行動が聖公会と同等な脅威を与えることになると認識するようになり、聖公会を脇に追いやっていた軍事行動が長老派に対しても働くかもしれないと考えた。ベインと平等派の間には、投票権を資産のある貴族のためにとっておかれるべきという幾らか貴族寄りの考えをベインが持っていたために、相互の不信感もあった。独立派はチャールズ1世と自分たちに都合の良い条件を交渉しようとしたが、うまく行かなかった。
1647年、軍隊の独立派指導者であるベインとクロムウェルは密接に協業するようになった。多数派である長老派はそれら独立派の脅威を減らすために軍隊を解隊しようとしたが、遅れていた給与支払いの問題、未亡人の年金、その他苦情のために長老派は軍隊との交渉に入ることになった。軍隊の陳情に関する激しい議論で、平等派が独立派を非難することとなり、中でもベインは「人民を抑圧し」、「1年間だけでなく、永遠に支配権力を保持することを」望んでいると非難した。クロムウェルは軍隊を宥めることができたが、議会は独立派の役人を粛清し、軍隊には解隊を命じた。議会指導者の中にはスコットランドと軍隊への復帰を交渉し始めた者もおり、この時はイングランド軍に対抗するためだった。議会軍は反乱を起こし、クロムウェルの命令下に（おそらくはベインからの警告で促進された）派遣部隊がホルンビーの快適な家で幽閉されていたチャールズ1世を捕捉した。このために長老派指導層は軍隊の給与支払い要求に合わせることになった。彼らは軍隊を扱う委員会を設立し、おそらくベインが軍隊に影響力を持っていたために、ベインをその議長に据えた。
軍隊と議会の間の交渉は辛辣なものだった。ロンドンを支配した長老派の暴徒が、ベインやその他独立派を脅した。ベインを含め独立派庶民院議員50人以上が8月2日にロンドンを逃げ出し、軍の保護を求めた。続いて軍隊がロンドン市内に行軍し、ベインとその他指導者、および独立派が再び議会に復帰した。続いて議会は、議会と教会統治の条件と権限を固定するために、軍隊の「主たる提案」を議論した。その条件の中でもベインにとって重要なことは、聖公会からも長老派からも教会から高圧的な権限を実質的に取り去ることだった。「主たる提案」はチャールズ1世にも送られており、チャールズ1世はその条件の幾つかに同意したものもあれば、反対したものもあり、さらなる交渉を提案した。
国王の提案は、ベインやクロムウェルのように進んで国王と交渉しようという独立派と、そうではない独立派とを分裂させた。ヒュー・ピーター牧師は「呼びかけ無し」すなわち国王との交渉をそれ以上進めないことに賛成し、それは平等派と同じだった。ジョン・リルバーンは特に批判的であり、「私ははっきりとクロムウェルとベインの考えが見える。それは貧乏人を永遠に（彼らが可能ならば）拘束し奴隷状態に置いておくことである」と発言した。11月、まだ議論が続いている間に、ハンプトン・コート宮殿に捉われていたチャールズ1世が脱出し、ワイト島に逃れた。そこでチャールズ1世は再び捕捉され、カリスブルック城に捕らえられたが、スコットランドとの提案により同盟を選んだ。結果、スコットランド軍が南下し第二次イングランド内戦が勃発、王党派、長老派および独立派の間の派閥争いが全国に広がったが、軍隊はロンドンで一時的な和平を維持していた。

#### 戦争の再開
暴力沙汰が国内全体に広がり、様々な派閥が武装し、編成された。1648年5月に起きた海軍内の反乱によって、ベインはそれ広がらないように試みることとなり、チャールズ1世支持を宣言していた反乱者の支持を獲得することになった。7月半ばまでに軍隊がイングランド大部分の支配を確保し、クロムウェルは8月のプレストンの戦いでスコットランド軍を破った。その混乱の中で、ベインは時として独立派の者にも反対する立場を採り、クロムウェルとも決別することもあったが、直ぐに仲直りした。多くの派閥がベインを信用しなくなったにも拘わらず、1648年9月にニューポートで行われたチャールズ1世との交渉では、議会代表の1人となった。ベインは「良心の無制限の自由」にこだわったために、この交渉を失敗したことで非難された。

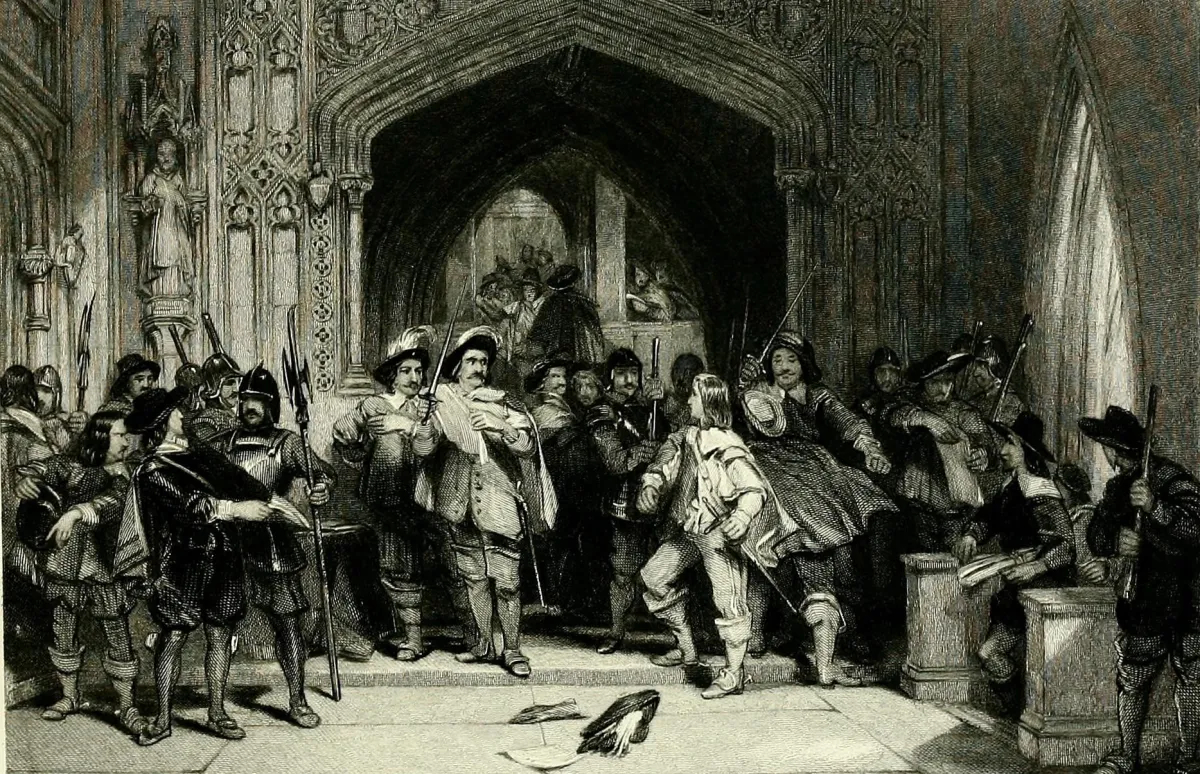
「プライドのパージ」を描いた1652年の版画

国王の運命に関する1648年後半の議論の中で、ベインは議会が「世界でも最も幸福な国と人民を作るために」国王無しで政府を作るべきだと論じた。12月2日に行ったその強圧的な演説は、国王を政治的な力として排除する必要があると提案しており、これはナサニエル・ファインズなど他の者から反対され、それまで国王が行った譲歩は十分なものだったので、合意が形成できると言っていた。他の者は議会を国王に対する反対で分けるよりも、戦争で力を得た者とそうでない者とを分けることを提案し、一方の集団から他方へ財政的に援助されるべきと提案していた。ウィリアム・プラインによる情熱のこもった懐柔的演説が行われた後、議会は12月5日に国王の譲歩は十分であるという票決を行ったが、クレメント・ウォーカーなどベインの反対者達は、ベイン親子が戦中に利益を得るためにその地位の権限を悪用したと言っていた。ウォーカーは、不正な行動をしたという国会議員のリストを用意したが、ベインはその中に無かった。その代りにウォーカーは、ベインが「休眠している年金」を割引きで買うことで、あるいは個人にたいする公的な負債を買い、その支払いを求めることで私財を増やしたと非難した。ウォーカーの告発についてその妥当性を評価する方法は、今日では無い。
12月6日、軍隊が事態の収拾に動いた。トマス・プライドが率いた部隊が議事堂を包囲し、国王との交渉を支持していた到着する国会議員を体系的に逮捕していった。ベインはその日は現れなかった。事態に気付いていたか、その支持する側が票決で負けたために遠ざかっていたからだった。この事件は「プライドのパージ」と呼ばれ、140人以上の国会議員を排除することになった。残った議会はランプ議会（残部議会）と呼ばれ、最初の主要な仕事はチャールズ1世の裁判と処刑になった。この間にベインは議会出席を拒否したが、裁判が1649年1月20日に始まった時には傍聴者として現れていた。後に「血の優しさ」ゆえに国王の裁判に反対すると主張したが、その政府の役職での任務遂行は継続し、チャールズ1世が処刑された30日の海軍本部の文書にも署名していた。

### クロムウェルと協力、決裂へ
チャールズ1世の処刑後、庶民院は王室と貴族院双方の廃止を票決した。王室の執行機能に置き換えるために国務会議（政府評議会）を設立して、ベインもその委員に指名された。ベインは如何なる誓約も無しにそれに就任できるようになるまで委員就任を拒んでいた。特に誓約の第1は王殺しの承認を表明することだった。
ベインは国務会議下部委員会の多くの委員を務めた。軍隊を監視する委員会の役割で、クロムウェルのアイルランド征服に物資供給を指示した。海軍を監視する委員会（級友のトマス・スコットも委員だった）の指導的委員として、海軍による第一次英蘭戦争（1652年 - 1654年）の遂行に指示を出した。1652年に海軍がオランダに対して悲惨な成果しか上げられなかった後で、ベインは海軍を改革する委員会を主宰し、新しい戦争規約を策定し、海軍法を正式に定めた。ベインの改革はこの戦争後半での海軍の成功に繋がることになった。外交政策にも関わり、1652年にはフランスのレッツ枢機卿に会うために出張し（その目的は不明）、クロムウェルが第三次イングランド内戦に勝利した後はスコットランドに再度旅して政府を組織した。

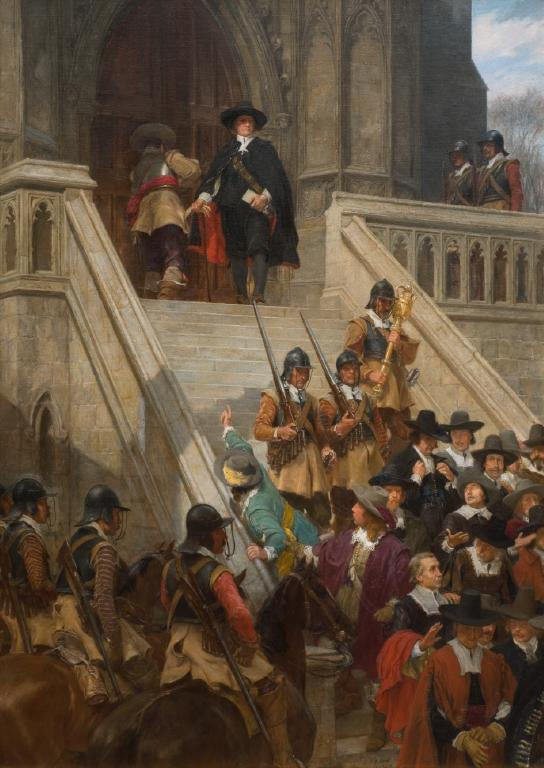
議会を解散するクロムウェル、1653年4月20日

ベインは国内事情についても活動的だった。チャールズ1世の美術収集品を処分する委員会に属し、妥協と押収の委員会で果たした役割では多くの敵を作った。1640年代にベインが務めたこれら委員会は王党派など政府の敵から押収した財産の配分を担当し、税金などの課金を払えなかった者との交渉をおこなった。この仕事を行っている間に作った敵の中のある者は、その後にベインに判決を出す席に座った者もいた。
議会が行政任務を遂行するやり方は面倒なものであり、それがクロムウェルと軍隊にとっての問題となり、より断固とした行動を行うことの能力を求めた。このことでクロムウェルとベインの間にくさびを打ち込むことになった。クロムウェルが新たに選挙をおこなうという圧力を掛けたときに、議会は選挙制度改革の提案を検討し始めた。1652年1月、ベインが主宰する委員会がそのような提案を行った。それは資産保有者をもとにした選挙権を要求し、具体的に有権者が少なく金持ちのパトロンに支配されているような所謂多くの「腐敗選挙区」を排除することを求めていた。この提案は、共和制の資質が適切であると見なされる現職議員がその議席を保持することを求め、そのことで、ハリー・マーテンが指摘していたように、「それを前面に押し出す母」によって、できたばかりの共和国が指導されることを求めていた。このことはベインによる軍隊の奨励時に具体的に提案され、その実行力をもって関わった者が権力を保持できることになると認識するようになった。しかし、クロムウェルは一般選挙を求めておりこの計画に反対、2人の支持者は和解することができなかった。
ベインも入っている議会の指導層は、1653年4月19日に選挙法案に関わる行動を遅らせるとクロムウェルと約束したが、ベインはクロムウェルが反応できる前の翌20日にその法案を成立させようとした首謀者の1人だった可能性がある。しかしクロムウェルは、支持者に警告されて通過していたであろう法案に関する手続きを妨害した。議場に軍隊を連れて来ることで議論を終わらせ、「貴方達は議会ではない。貴方達は議会でないと敢えて言おう。貴方達の議席を終わらせてあげよう」と言った。ベインが「これは正直でない。道徳に反し、共通の誠実さに反している」と言って抗議したが、クロムウェルは「おー、ヘンリー・ベイン卿、ヘンリー・ベイン卿、神はヘンリー・ベイン卿から私を派遣した」と叫んで応じた。これが共和国の終わりとなり、クロムウェルは7月にベアボーンズ議会を召集したが12月に解散、以後は護国卿として統治を始めた。ベインは「日々彼の援助が無ければ困るし親しみたい」と言ってクロムウェルの評議員になるよう招かれたが、ベインは拒否した。
ベインは事実上引退し、1655年には主にクエーカー教徒や第五王国派主義者の間で、クロムウェルに対する反乱を扇動しているという噂の中で『引退した者の瞑想』を書いた。この著作はベインが聖書の文字と象徴的解釈の間で彷徨う隠語に満ちた宗教論文であり、同時代の者達やデイヴィッド・ヒュームなど後代の分析家から、「絶対的に不明朗で」あり、「ぼんやりとした形態」だと扱われた。同年、クロムウェルがその政府を改良できる方法を検討する断食日を要求した後で、ベインは『癒しの質問』を書いた。この注意深く構成された政治的な作品で、ベインは新しい形態の政府を提案し、以前のように議会の軍隊に対する優位を主張していた。ベインは、その作品をクロムウェルに見せていたチャールズ・フリートウッドから出版を勧められた。ベインはその後書きに「良く古き側のために」という言葉を記しており、ベインの共和主義者集団において、その後の数年間に鬨の声となる言葉となった。

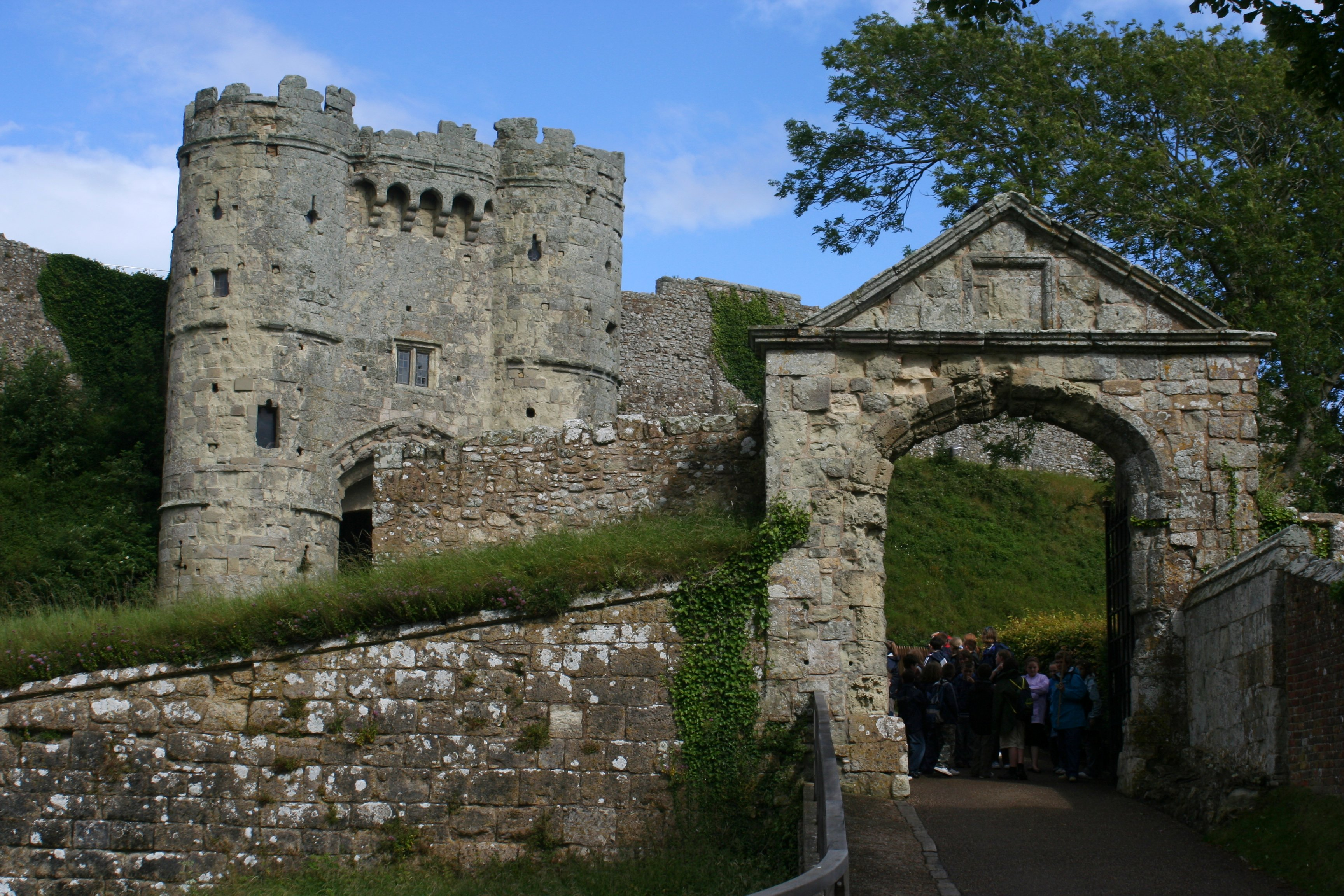
カリスブルック城の門、ベインが1656年に収監された

『癒しの質問』は、クロムウェルの秘書であるジョン・サーローから、クロムウェルに対する薄いベールの掛かった攻撃であると見なされ、その出版は、多くの反対政治集団がその活動を活発にさせることになった。アナバプテスト（再洗礼派）やクエーカー教徒など非主流派の宗教集団から上がっている抗議の声はベインが関与しているという噂が回っていたので、1656年7月29日、クロムウェルの評議会がベインを喚問する命令を発した。ベインは「現政府の不利益と共和国の平和に対して何もしない」ために5,000ポンドの保証金を置くよう命令されたが、これを拒否した。ベインはその後直ぐに逮捕されカリスブルック城に拘禁された。ベインはそこに居る間にクロムウェルに宛てて手紙を出し、クロムウェルが採っている議会を越えた権限を否定した。12月31日に釈放されたが、依然として罪を悔いてはいなかった。
ベインは引退している間に宗教的な教授集団を設立し、それが「バニスト」と呼ばれる崇拝者集団となった。ピューリタンの聖職者リチャード・バクスターはシーカー（探し求める人）、ランター（大言壮語する人）、ベヒミスト（ベームの追随者）とバニストを一緒くたにして、宗教的野蛮人に分類した。バクスターはその政治的見解を促進するために小冊子制作者やその他の代理人を育てた。ヘンリー・スタブがウェストミンスターの長リチャード・バスビーからベインに紹介され、支持者となりその著書『良く古き側の弁護に関する随筆』や『非難された悪意』（1659年）を書いてベインを弁護した。

### 共和国末期の活動
1658年9月3日のクロムウェルの死に続いて、その息子のリチャード・クロムウェルが護国卿を継いだ。若いリチャードは父の持っていた政治と軍事に関する技能に欠けており、以前の共和国のときにあった政治的派閥が再び表面に出て来るようになった。12月、第三議会召集の選挙が告示された時、リチャードは王党派も共和派も選出されることを阻止しようとした。ベインは共和派の指導者であり、特に標的にされたが、ウィットチャーチ選挙区から当選することができた。開催された第三議会の会期で、共和派はリチャードが権限をもつことに疑問を呈し、それを制限することに賛成し、リチャード支持者で埋まっていた貴族院（第二院）の拒否権に反対した。共和派はその後の改革を法制化することはできなかった。

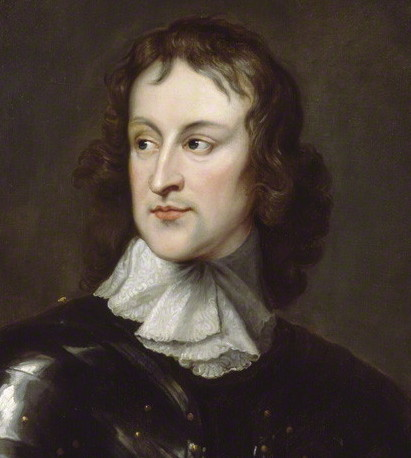
ジョン・ランバート将軍

ベインはウォリングフォード・ハウス党と呼ばれる共和派軍隊士官の集団と同盟し、違法ながら密かに会合して政治的な事項に軍人が参加することを制限する法案を作った。議会のリチャード支持派は軍隊における共和主義的考え方を支配しようとして行き過ぎており、リチャードは1659年4月に議会解散を強いられることになった。リチャードには軍隊からの支持がほとんど無く、数日後には辞任した。軍隊からリチャード寄りの支持者を排除したことと、広がっていた小冊子制作者の運動に続き、リチャードの評議会は5月にランプ議会を再召集した。
再構成されたランプ議会において、ベインは新しい評議員に指名された。軍部士官を指名するためのコミッショナーも務め、外交問題を扱い、政府財政の状態を検査し、それが悲惨な状態にあることを見つけた。その仕事を通じて、ジョン・ランバート将軍が8月に起きた王党派の反乱であるブースの反乱を鎮めるために派遣された。しかし、ランバートがクエーカーのような非主流派宗教観を支持したことは、ベインの政治的失墜を確実にしていた。ランバートなどの士官が10月に議会から指揮権を剥奪されると、その部隊を集めて議会に向けて行軍し、その解散を強制した。安全委員会が結成され、軍の高官やベインが委員になった。ベインは共和派が軍の支援が無ければ失墜させられることを恐れたこともあり、その任を受けた。この委員会が機能したのは12月までであり、スコットランドからジョージ・マンク将軍の軍隊が前進してきたことで、ランバートの軍の支援が無くなり、長期議会が再度招集されることになった。ベインは安全委員会に出席したことで、庶民院から除名され（ハーゼルリグのような同盟者からの反対もかなわなかった）、レイビー城での自宅軟禁を命じられた。1660年2月にレイビー城に行ったが、そこには短期間留まっただけで、ハンプステッドの自宅に戻った。
1650年代後半の混乱した時代に、政府は如何に作られるべきか、また権限は如何にその平衡が取られるべきかについて、民間でも議会の公的な議論でもさらに小冊子の出版を通じて提案が広く議論された。ベインはこれら手段の全てを使って自分のアイディアを推進した。1660年、ベインは『人民政府において必要な矯正あるいは平衡』を出版した。この公開状は基本的にジェームズ・ハリントンの共和国論『オセアナ』に対する反応だった。それは資産所有の制限と選出された上院議員の議会など、ユートピア的政府に関するハリントンの見解を述べた1656年発行の論文だった。ハリントンの理論は、資産所有から権限が現れ、集中した土地所有が政府の寡頭制と君主制の形態を生むとしていた。ベインはこの考えに同意せず、権限は信心から生まれるものとし、自分の考えを支持する幾らか黙示的議論を提示していた。ベインの支持者であるヘンリー・スタブは1659年10月に公然と、永世上院が必要になると述べていた。この提案がベインとハーゼルリグとの同盟に最終的な分裂を生じさせ、その支持者達はベインから離れて行った。

### 王政復古
1660年3月、長期議会が自ら解散し、仮議会のための選挙が行われ、5月には議会が開かれた。この議会は王党派と長老派が優勢であり、正式にチャールズ2世が国王であると宣言し、5月29日にはチャールズ2世が復位した。インテレグナムの間に行われた行動に対する報復を最小にするために、議会は免責・大赦法を成立させ、その下にほとんどの行動が免責とされた。具体的な例外は王殺しに直接関わった者達であり、長い議論が行われた後で、ベインも例外に加えられた。この法が成立したのは8月であったが、ベインは国王の命令で7月1日に逮捕され、ロンドン塔に収監された。議会は免責法を通した後、チャールズ2世にベインたちに恩赦を認めるよう請願し、その命を救うように求めた。この請願が認められた。
この恩赦があったにも拘わらず、ベインはロンドン塔に留まっており、その荘園からの収入も押収された。監獄での不自由さを味わい、10,000ポンドに上った負債を返済することもできなかった。1661年10月には、ベインを逃がそうと企むかもしれない者の接近を制限するために、シリー諸島に移された。ベインは主に宗教的な主題で著作を続け、政治的な情勢や自身の状態を受け入れることを求めた。この時期にベインが書いた『既述人民の場合』に拠れば、権力は神と共に始まったが、主に人民に与えられるのであり、「方向を示す力、従順の規則の道徳性を述べ確実にする力は神の手にある。しかし統治でき矯正できるあらゆる力が現れる起源は、人民の意思あるいは自由な贈り物からくるのであり、人民はその力を自分たちの中で貯めているか、その臣従を諦め、別の者の手にあろうとするかである」と記していた。国王と人民は「基本的な制度あるいは誓約」で制約されるのであり、国王が違背した場合、人民は最初の権利と自由に戻ることもできるとしていた。
ベインがシリー諸島に移動したことに続いて、騎士議会が1661年11月に裁判のためにベインをロンドン塔に戻すことを要求する決議を行った。チャールズ2世はぐずぐずしており、議会は1662年1月に再度要求を更新した。ベインは1662年4月にロンドン塔に戻され、6月2日、チャールズ2世に対する大逆罪で法廷に召喚された。裁判は6月6日に王座裁判所で始まり、ロバート・フォスターを首席とする4人の判事によって裁かれ、国王の検事総長ジェフリー・パーマーが検事を務めた。反逆罪で告発された者の常として、ベインは弁護士の同席を否定された。ベインは内戦中に国王に戦争を仕掛けたという告発に対して、議会の主権を主張して自己弁護した。1659年に国王の死を想定したことを告発され、王冠を持っていない国王に対して反逆を犯すことは不可能であると論じた。検察が国王は常に正統な所有者であると論じると、ベインは、チャールズ2世がその権限を行使しないようにしておくことを考えたという告発をそれが無効にすると指摘した。判事はそれが見当違いであると指摘するところまで踏み込んだ。陪審員は王党派で占められており、30分間の議論後にベインを有罪とした。

### 最期
ベインはその有罪判決に対して控訴を試み、裁判で見た全ての問題点を区分した除外法について、判事に署名させようとした。しかし、判事がこれを拒んだ。チャールズ2世は裁判の前および途中でベインの行動を知らされ、ベインはあまりに危険な男なので生かしておけないと考えるようになり、恩赦を取り消した。ベインとは異なり、ランバートは自分の裁判で慈悲を請うこととなり、その結果有罪判決後にガーンジー島への流罪となった。ベインは一般人の死刑として首をくくられはらわた取られて四つ裂きにされると宣告されたが、チャールズ2世は斬首という紳士の死刑を認めるよう説得した。1662年6月14日、ベインはタワー・ヒルに連れていかれて、首を斬られた。日記作家のサミュエル・ピープスがそこに居て、一部始終を記録した。
ベインは最後の日々で神と和解しており、処刑の際に行おうと思う演説を慎重に準備もした。その演説を保存するために、当時彼を訪問した親友に写しを渡し、それが後に印刷された。ベインがその姿勢を保ち続けたために彼を殉教者と見る者が多く、国王が彼を処刑させたことで得た以上のものを失ったと考えた者もいた。その遺体は家族の元に返され、ケントのフェアローンの荘園に近いシップバーンの教会に埋葬された。

## 家族
ベインと妻のフランシスには10人の子供が生まれた。その5人の息子の中で、末子のクリストファーのみに子供があり、父の荘園を相続した。クリストファーはウィリアム3世からバーナード男爵に叙された。

## 著作

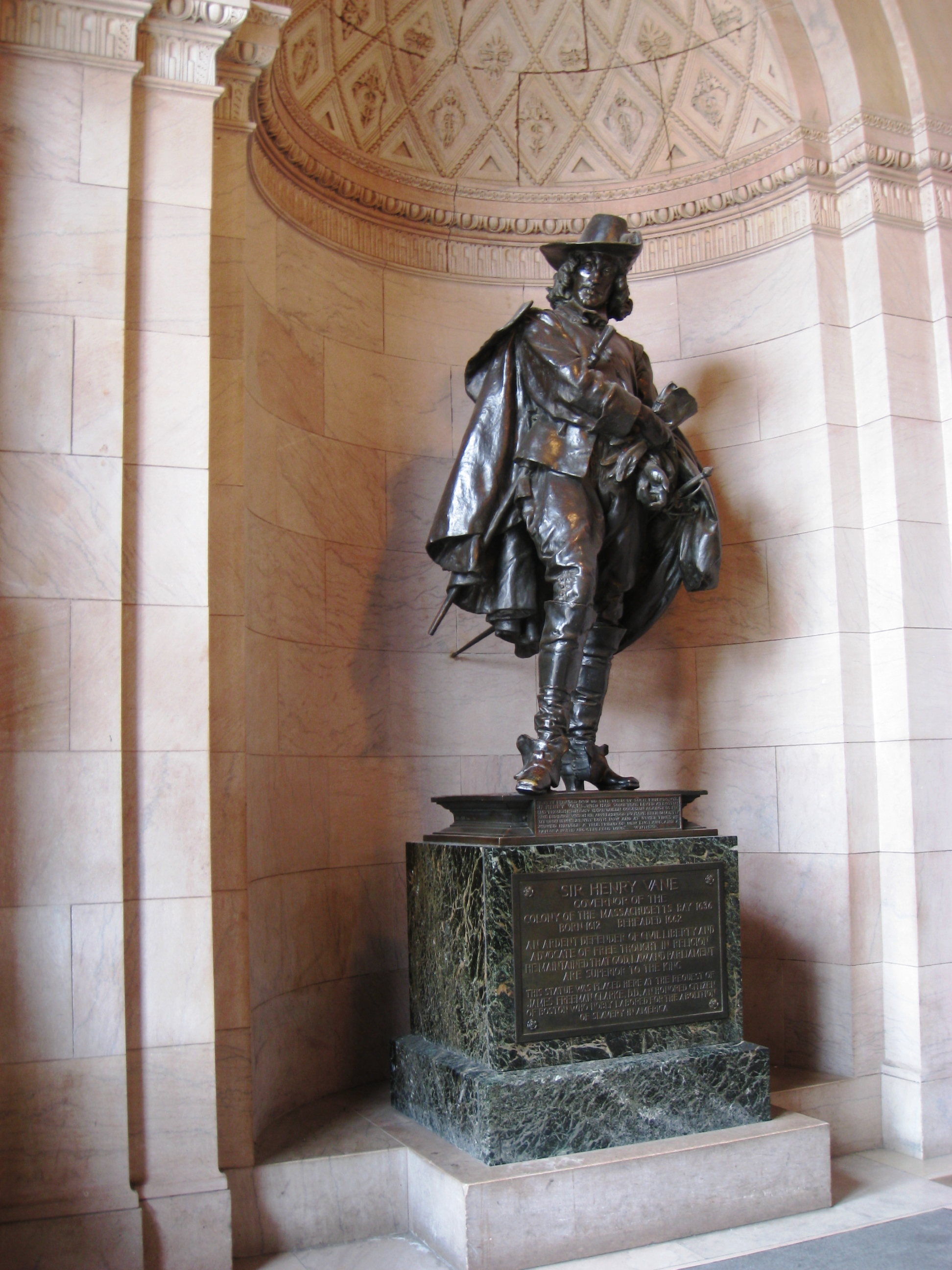
ボストン公共図書館にあるベインの彫像

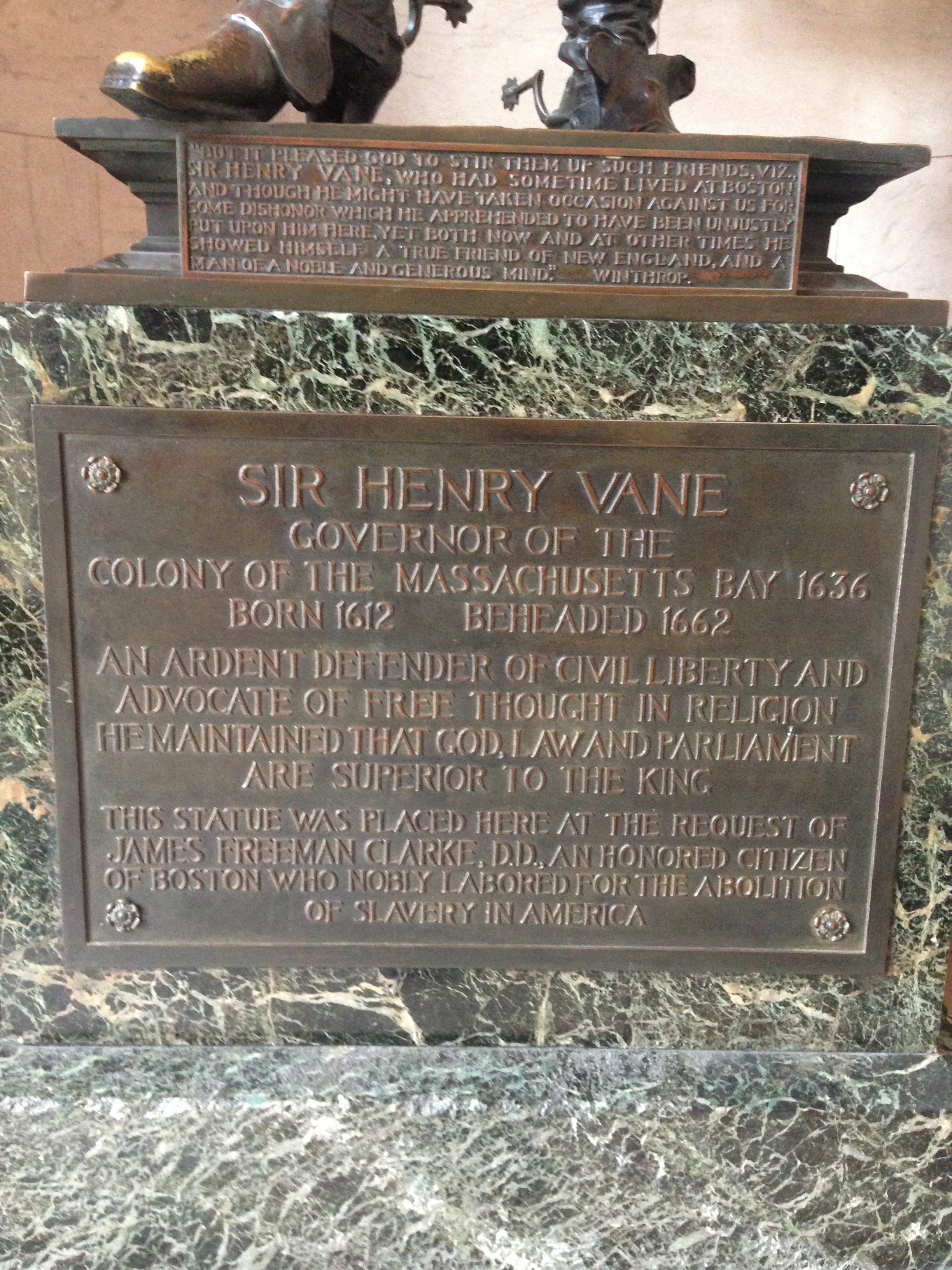
彫像台座の銘板

ベインが議会やその他の機会で行った多くの演説は、その存命中あるいは死から間もなく印刷されており、その中には1662年に出版された『処刑台で演説することが意図された原稿』が含まれている。
その他にベインの著作には以下のものがある。
- 『ある宣言に対する簡潔な答』、1637年
- 『引退した者の瞑想』、1655年
- 『提議された癒しの質問』、1656年
- 『神の愛について、神との統合』1657年?
- 『護民官の手続き ... 騎士ヘンリー・ベイン卿に対する』、1658年
- 『人民政府において必要な矯正あるいは平衡』、1659年
- 2つの論文『キリストの神秘的身体の使徒書簡』と『時代の顔』、1662年
- 『述べられたイングランド人の理由』、1689年、1660年から1662年に書かれた、表題は「理由」ではなく「場合」だった可能性がある
- 『約束の地への巡礼』、1664年
- 『騎士ヘンリー・ベイン卿の裁判』、1662年

最後の作品には、最後の演説と裁判に関する詳細に加え、『既述人民の場合』、『ジェホシャファトの谷』、『人の一生に関する考察』が含まれている。
当時の作品でベインの作とされるものがあるが正しくはない。クラレンドン伯は著作『反逆の歴史』で、辞退条例を支持した演説がベインのものだとしているが、後の歴史家がこの指示を偽りだとした。『リチャード・クロムウェルに対する演説』は恐らく後の作家の作品であり、『暗闇から出る灯り』はヘンリー・スタブが書いた可能性がある。

## 評価
ベインは当時の年代記編者から才能ある管理者であり、強力な雄弁家だと広く認識されていた。王党派のクラレンドン伯もベインを評価しており「彼は異色な面を持っていた。それは彼の中に異常な何かがあると人に考えさせるものであり、彼の全生涯はその想像を良いものにした」と記した。また、クラレンドン伯はベインが「異常な部分、楽しい機知、大きな理解力、動じない気性」を持っていた者であり、議論では「分かりが早く、大変鋭く重みがある表現をした」としていた。ベインの牧師ジョージ・サイクスによる1662年の伝記『ヘンリー・ベイン・ザ・ヤンガー卿の生と死』には、ジョン・ミルトンが1652年にベインを称賛して書き、同年にベインに贈呈された「ソネット17」が含まれていた。
ベインの宗教的な著作は大変特徴あるものなので、リチャード・バクスター、クラレンドン伯、ギルバート・バーネット、デイヴィッド・ヒュームなど様々な読者から理解しにくく、不可解とも見られており、今日でもそのように見られ続けている。イングランド内戦の歴史家ブレア・ウォーデンは、「ベインの不明瞭な政治観と宗教的信念は現在ならほとんど理解できない」とコメントしており、伝記作者のデイビッド・パーナムは「彼は軽妙な機知として、降霊術者として、精神の切迫した黙示の時代の認識論的背景で先進的知恵を施す者として自分を表現した」と記している。
ベインの評価は特にアメリカ合衆国で、19世紀がその頂点にあった。イギリスの歴史家ジョン・アンドルードイルはベインについて、ウィンスロップの高遠な公共精神と政治家のような洞察力に認められたよりも魅力的な評判を」獲得したと記した。詩人ウィリアム・ワーズワースはそのソネット『我々の中にいた偉人』（1802年）の中にベインを引用した。作家のチャールズ・ディケンズは、1850年代初期に一部出版された著作『イングランドの子供の歴史』の中で、残部議会の終わりにおけるベインとクロムウェルの対話を含めた。ラルフ・ワルド・エマーソンは『イングランドの特徴』の中で、ベインをイングランドの歴史的偉人のリストに加えた。現代のイギリスのリバタリアンであるショーン・ガブはベインが信教の自由の問題について先駆者だったと述べている。彼は「小さく容易に敗北した少数派の中に」いたが、その150年後の後継者は「憲法に採用された中でも、市民と信教の自由の最もはっきりと最もしっかりした保護条項となった者である」と述べた。
1897年、王立芸術協会がロスリンヒルに有ったベインの解体された家屋、ベイン・ハウスの跡地にブルー・プラーク（銘板）を立てた。
ウィンスロップの『日誌』を1908年に編集したジェイムズ・ケンドール・ホズマーはベインについて次のように記した。
... 彼の英雄的な生と死、アングロサクソン民族の自由に対する貢献、それは彼を現代にあっても重要な人物にしている。ニューイングランド初期の歴史に触れた最も傑出した人物として見なされることになるかもしれない。彼が自らアメリカに接したことは短期間だったとしても、その人生がアメリカの考えを力強く守るものになった。人民によるまた人民のための政府が、英語を話す人々の特に維持しなければならないと感じる原則であるならば、ベインの生と死はこの考えを普及させるために力強く貢献した。

## 関連図書
イングランド内戦、共和国と護国卿に関する文献は膨大であり、ベインは常に19世紀と20世紀の伝記作者の研究対象にされてきた。
- Clarendon, Edward Hyde (1843). History of the Rebellion. Oxford: University Press. OCLC 19113636 Contemporary history of the Civil War and Interregnum by a royalist.
- Gardiner, Samuel (1899). History of England. London: Longmans, Green. OCLC 496808867 Ten volume history covering 17th century England up to the Civil War.
- Gardiner, Samuel (1886). History of the Great Great Civil War. London: Longmans, Green. OCLC 2129491 Three volume history of the English Civil War.
- Gardiner, Samuel (1894). History of the Commonwealth and Protectorate. Longmans, Green. OCLC 219480401 Three volume history of the Commonwealth and Protectorate.
- Hall, David (1990). The Antinomian Controversy, 1636–1638: a Documentary History. Duke University Press. ISBN 978-0-8223-1083-9. OCLC 21376617
- Judson, Margaret A (1969). The Political Thought of Sir Henry Vane the Younger. Philadelphia: University of Pennsylvania Press. OCLC 251996043
- Sikes, George (1662). The Life and Death of Sir Henry Vane, Kt.. London. OCLC 166612014  Biography and other materials published in the wake of Vane's execution.
- Upham, Charles Wentworth (1842). Life of Sir Henry Vane, Fourth Governor of Massachusetts in The Library of American Biography conducted by Jared Sparks). Harper & Brothers, 82 Cliff St, New York

- Willcock, John (1913). Life of Sir Henry Vane the Younger: Statesman and Mystic (1613–1662). London: Saint Catherine Press. OCLC 900173